# Rust (Baden-Württemberg)
 For alternative betydninger, se Rust (flertydig). (Se også artikler, som begynder med Rust)
Rust er en by i distriktet Ortenaukreis i Baden-Württemberg i Tyskland.
Byen havde ved udgangen af 2012 et indbyggertal på 3.831. Byens areal udgør 13,27 m2.
Byen er hjemsted for temaparken Europa-Park.